# Tordenkaffe
Tordenkaffe er et udtryk fra ældre tid.
Tordenkaffe drak man i køkkenet på landet under tordenvejr.,
Typisk om natten for at sikre, at landboerne var i tøjet og vågne, så de hurtigt kunne få dyrene ud af stalden.